# Полідоксія
Полідоксія — буквально «багатовчення» — уявлення про безліч природних духів, поклоніння численним істотам (деревам, річкам, ідолам тощо) нижчого порядку стосовно богів. Засноване на анімізмі, культі природи, культі мертвих (предків), магії, шаманізмі, тотемізмі, демонолатрія.